# Napat Thamrongsupakorn
Naphat Thamrongsupakorn (tiếng Thái: ณภัทร ธำรงศุภกร; sinh ngày 16 tháng 11 năm 1987), là một Cầu thủ bóng đá người Thái Lan thi đấu ở vị trí tiền đạo cho câu lạc bộ Giải bóng đá Ngoại hạng Thái Lan Chonburi.

## Sự nghiệp quốc tế
Vào tháng 3 năm 2012, Napat ra mắt cho Thái Lan trong trận giao hữu trước Bhutan.

### Quốc tế
Tính đến 12 tháng 11 năm 2015
| Đội tuyển quốc gia | Năm  | Số trận | Bàn thắng |
| ------------------ | ---- | ------- | --------- |
| Thái Lan           | 2012 | 3       | 2         |
| Thái Lan           | Tổng | 3       | 2         |

### Bàn thắng quốc tế
| #  | Ngày                 | Địa điểm                                 | Đối thủ    | Tỉ số | Kết quả | Giải đấu         |
| -- | -------------------- | ---------------------------------------- | ---------- | ----- | ------- | ---------------- |
| 1. | 14 tháng 11 năm 2012 | Sân vận động Thái Lan-Nhật Bản, Thái Lan | Bhutan     | 4–0   | 5–0     | Giao hữu quốc tế |
| 2. | 17 tháng 11 năm 2012 | Sân vận động Rajamangala, Thái Lan       | Bangladesh | 5–0   | 5–0     | Giao hữu quốc tế |